# Strefa piesza
Zasugerowano, aby zintegrować ten artykuł z artykułem promenada (budowla) (dyskusja). Nie opisano powodu propozycji integracji.

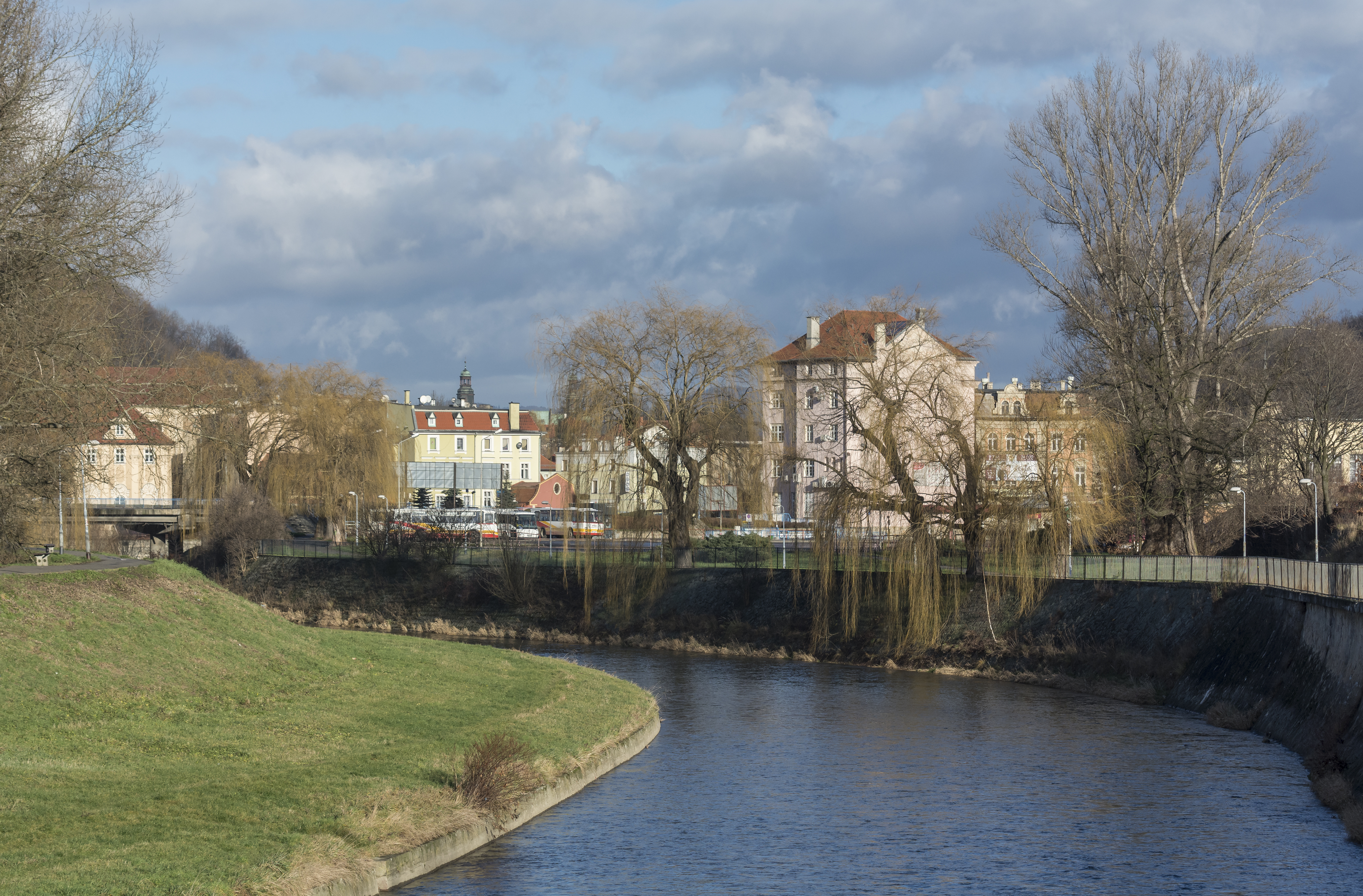
Promenada w Kłodzku

Strefa piesza, deptak – ulica, skwer, aleja lub plac wyłączone całkowicie (lub prawie całkowicie) z ruchu kołowego. Najczęściej położona w śródmieściu, spełnia funkcje centrum handlowego i gastronomicznego, niekiedy kulturalnego. Strefy piesze lokalizuje się też w związku ze wzmożonym ruchem turystycznym. Podobnym rozwiązaniem jest strefa uspokojonego ruchu, z tym, że w tych obszarach dopuszcza się ograniczony ruch pojazdów, np. w formie woonerf.
Strefy piesze pojawiły się na szerszą skalę po II wojnie światowej, w związku z modernistycznymi teoriami segregacji ruchu wyrażonymi w Karcie Ateńskiej. Obecnie są jednym z fundamentalnych założeń Nowego Urbanizmu.
Drogę pieszą, najczęściej wiodącą nad brzegiem morza, urwiskiem skalnym i innymi miejscami zapewniającymi walory widokowe nazywa się promenadą.

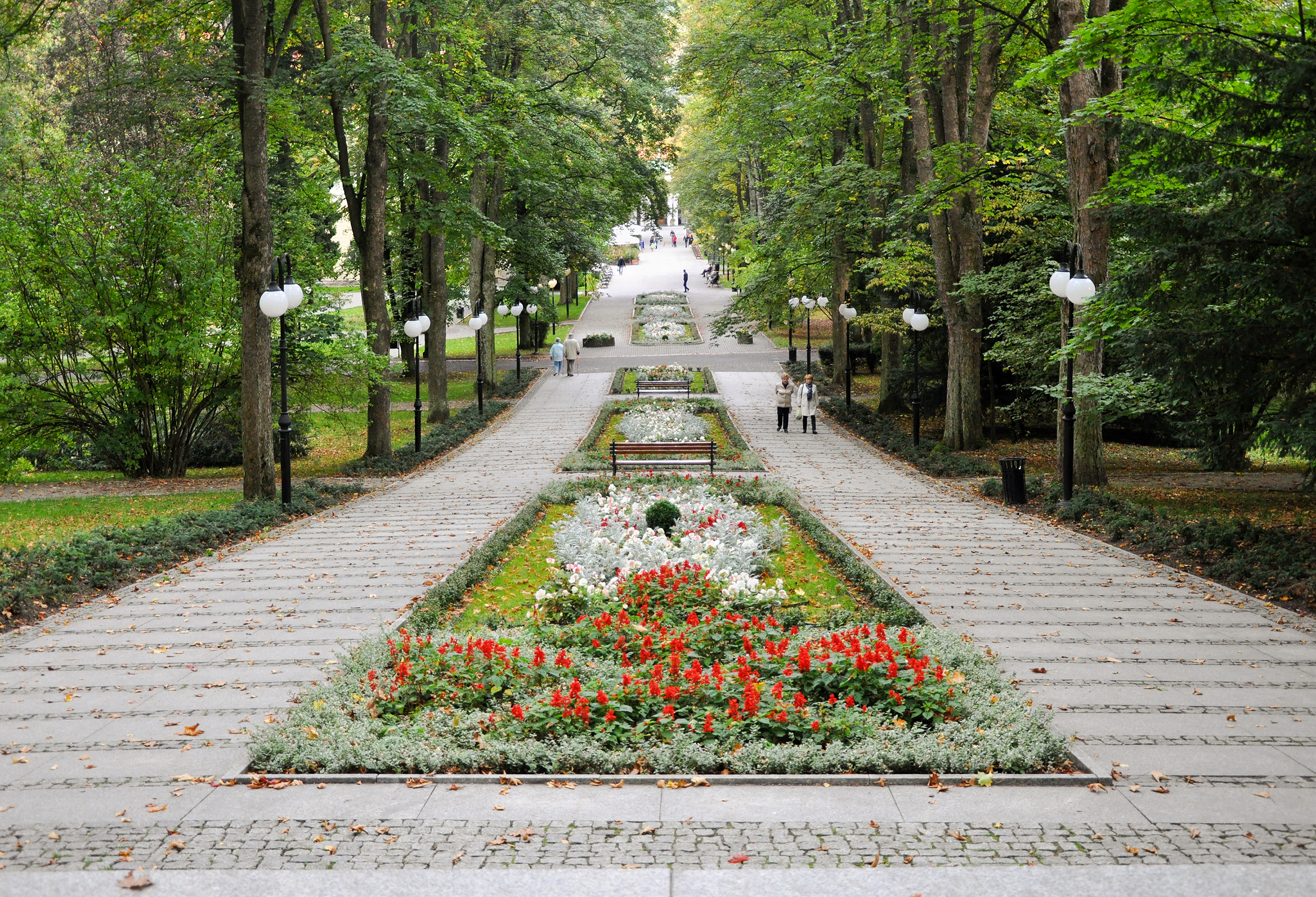
Deptak w Polanicy Zdroju
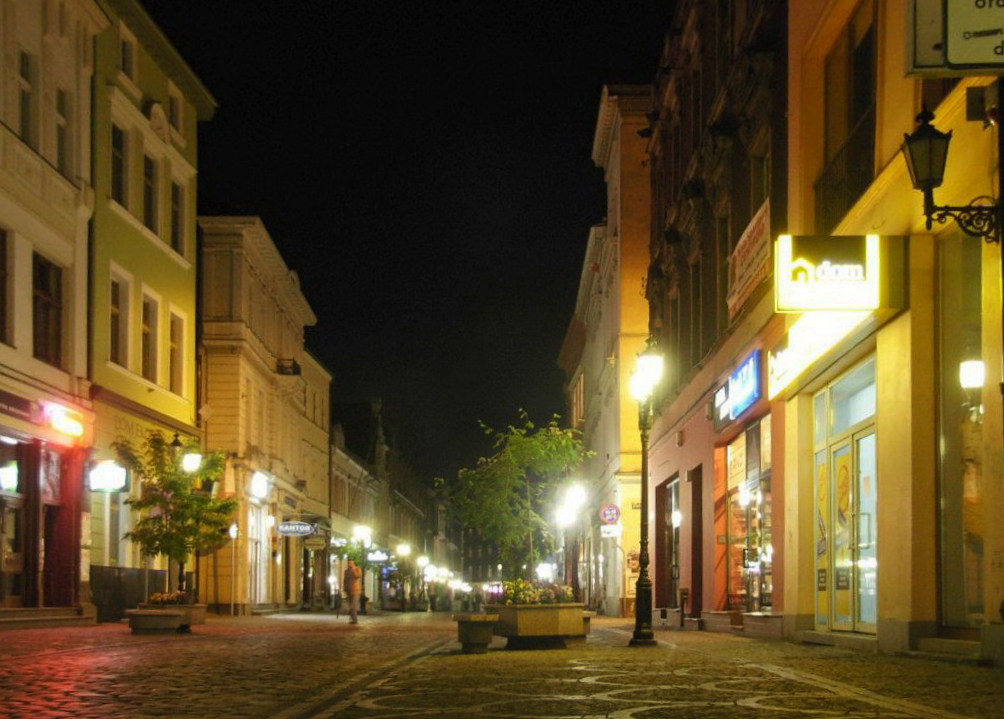
Deptak - ul. Długa w Bydgoszczy
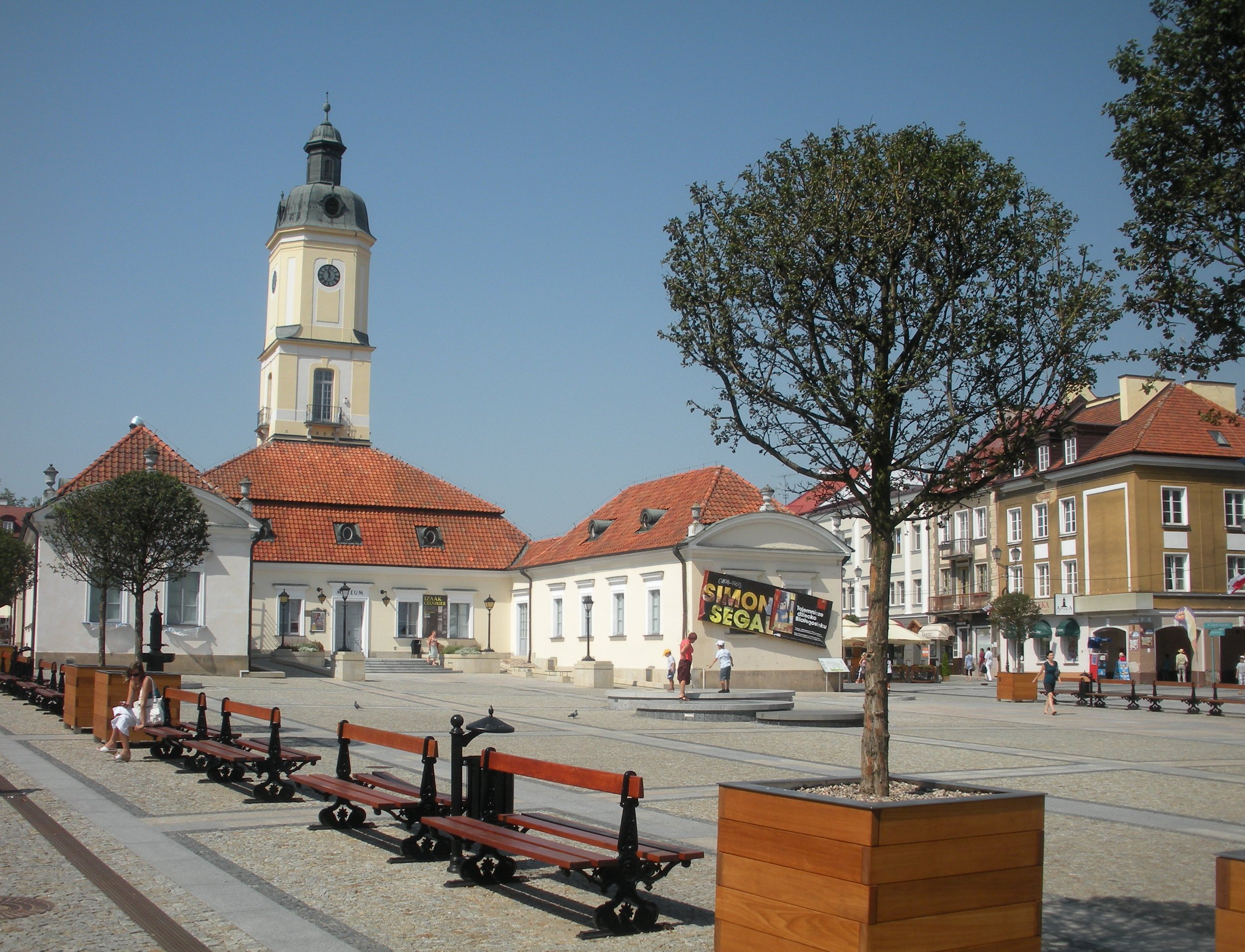
Białystok, Rynek Kościuszki
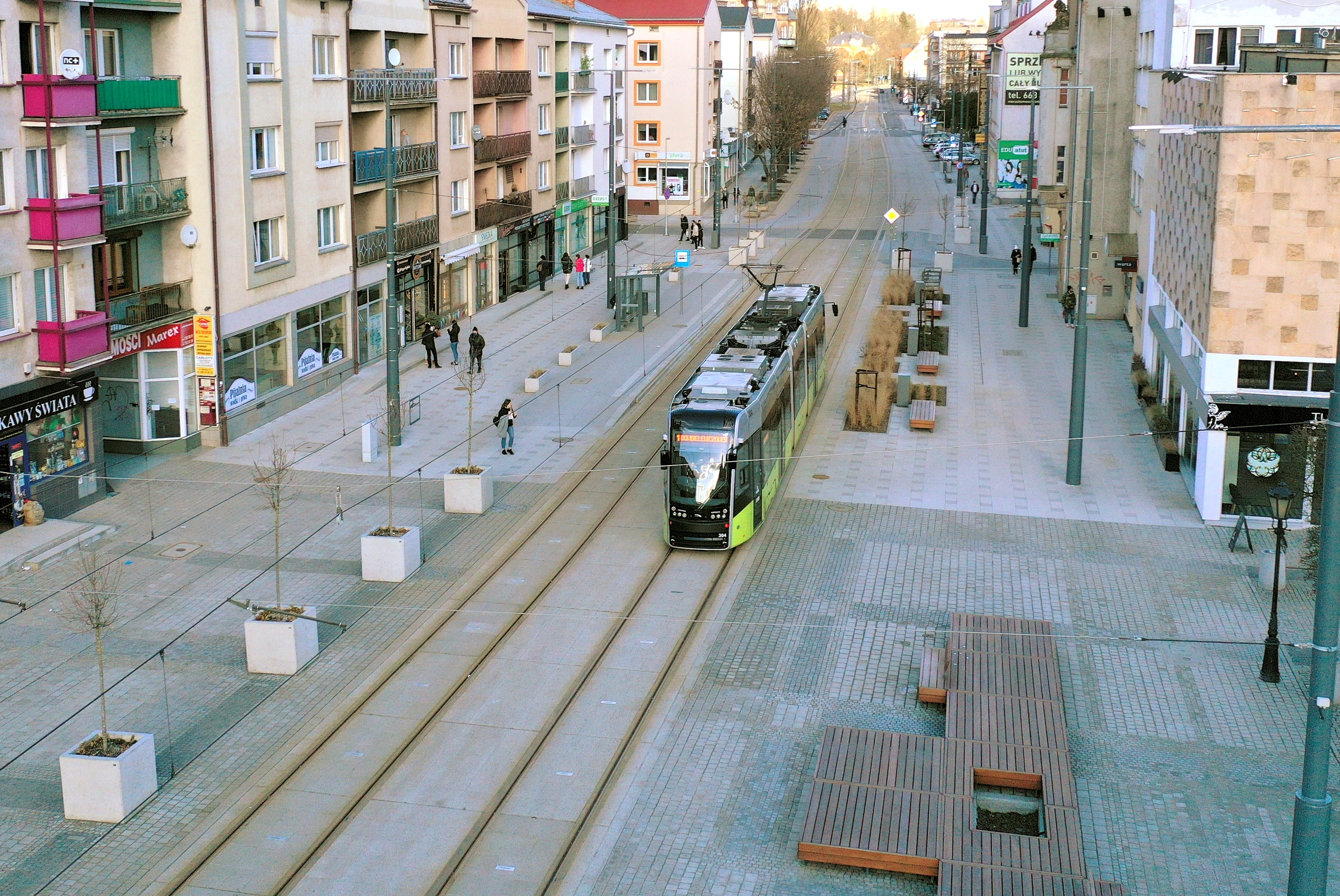
Gorzów Wlkp., deptak przy ul. Sikorskiego z linią tramwajową
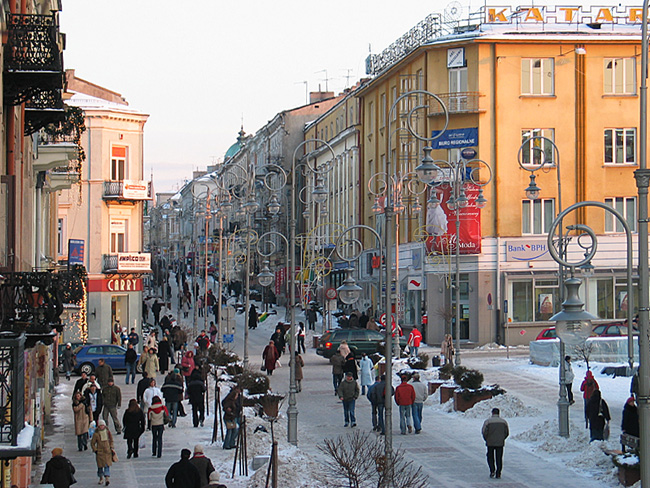
Kielce, ul. Sienkiewicza
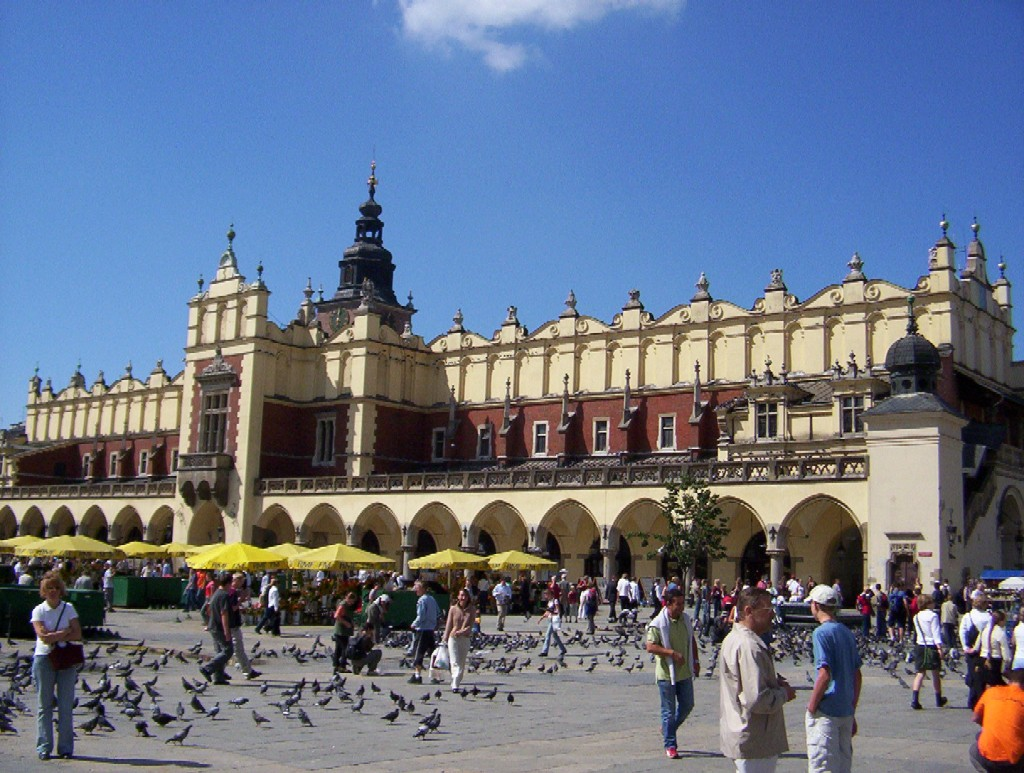
Kraków, Rynek Główny (Sukiennice)